# Peisey-Nancroix
Peisey-Nancroix es una comuna francesa situada en el departamento de Saboya, en la región Auvernia-Ródano-Alpes.

## Demografía
| 476 | 423 | 450 | 481 | 521 | 614 | 648 | 640 |
| Para los censos de 1962 a 1999 la población legal corresponde a la población sin duplicidades (Fuente: INSEE [Consultar]) |     |     |     |     |     |     |     |